# 東大阪市消防局
東大阪市消防局（ひがしおおさかししょうぼうきょく）は、大阪府東大阪市の消防部局（消防本部）。

## 沿革
- 1967年2月1日：枚岡市・河内市・布施市の3市合併に伴い東大阪市消防本部が発足。旧枚岡市消防署を東消防署、旧河内市消防署を中消防署、旧布施市消防署を西消防署に改称。
- 1967年2月1日：北部出張所が分署に昇格。
- 1968年6月1日：末広出張所を開設。
- 1971年6月27日：石切出張所を開設。
- 1972年4月2日：中新開出張所を開設。
- 1973年5月7日：若江出張所を開設。
- 1973年5月16日：機構改革に伴い、東大阪市消防局に改称。
- 1974年10月1日：英田出張所を開設。
- 1974年12月20日：額田出張所を開設。
- 1975年12月1日：四条出張所を開設。
- 1977年7月1日：東大阪市消防音楽隊が発足。
- 1977年9月12日：中消防署が移転。
- 1977年11月1日：2部制勤務から3部制勤務への移行が完了。
- 1980年3月21日：大蓮出張所を開設。
- 1993年5月24日：東消防署が移転。
- 1996年1月25日：末広出張所および四条出張所を統合し、四条分署を開設。
- 2008年3月15日：消防局（消防本部）および中消防署英田出張所移転。
- 2009年4月1日　消防局警備課に高度救助隊を設置した。
- 2011年3月19日　東北地方太平洋沖地震に伴う東日本大震災に緊急消防援助隊を派遣した。
- 2024年1月1日：能登半島地震発生に際し、緊急消防援助隊を派遣[1]。

## 組織
- 消防局長
  - 総務課：庶務、企画、経理、消防団
  - 人事教養課：人事、教養
  - 予防広報課：広報調査、予防建築設備、危険物、査察指導
  - 警備課：機械、警備救助、救急
  - 通信指令室
  - 消防署
    - 東消防署
    - 中消防署
    - 西消防署

## 主力機械
2023年4月1日現在
- 消防ポンプ車：21
- ブーム付きポンプ車：1
- 梯子車：4
- 化学車：2
- 救助工作車：3
- 小型動力ポンプ付積載車：1
- 救急車：19
- 指揮車：3
- 調査車：1
- 広報車：7
- 査察車：6
- 司令車：5
- 支援車：1
- 資機材搬送車：3
- 人員搬送車：3
- 作業車：1

## 消防署
| 消防署   | 住所           | 分署               | 出張所                                                                                               |
| -------- | -------------- | ------------------ | --- |
| 東消防署 | 鳥居町3-3      | 四条：南四条町1-6  | 石切：中石切町6-4-44 額田：南荘町14-10                                                               |
| 中消防署 | 稲葉1-1-9      | 北部：南鴻池2-9-20 | 中新開：中新開2-11-4 若江：若江東町3-4-57                                                            |
| 西消防署 | 御厨栄町3-1-41 | 長堂：長堂3-7-28   | 長瀬：柏田東町12-45 楠根：稲田本町2-5-10 足代：足代南2-1-29 上小阪：新上小阪5-81 大蓮：大蓮東2-16-26 |

## 備考
- 市内の三島に消防学校があるが、大阪市消防局の「大阪市消防学校」である。
- 大阪府衛星都市の消防は、大東市にある大阪府立消防学校で消防に関する基礎知識を学ぶ。

## 不祥事
- 2012年5月9日 - 警備課長の男性消防司令長（57歳）が、5月9日午後11時頃、近鉄大阪線・信貴線河内山本駅構内で、男性消防司令長が同僚と殴り合いの喧嘩をしており、それを仲裁しようとした大阪府八尾警察署地域課の男性巡査(25歳)が殴られ男性巡査は顔に軽傷を負った。警察は男性消防司令長を公務執行妨害の現行犯で逮捕した[2]。
- 2016年2月24日 - 中消防署に勤務する20歳代の男性消防士が、先輩の男性消防士2人から、殴られたり煙草の火を押し付けられたりすれるなどの日常的に暴力を受け、顎を骨折する重傷を負わされていたことが明らかになった[3]。大阪府警察は2016年2月24日に、同消防署の28歳の副隊長で消防士長と、27歳の消防士を傷害容疑で逮捕した[4]。